# Sant Joan les Fonts
Sant Joan les Fonts is een gemeente in de Spaanse provincie Girona in de regio Catalonië met een oppervlakte van 32 km². Sant Joan les Fonts telt 2.906 inwoners (1 januari 2016).

## Demografische ontwikkeling
Bron: INE, 1857-2011: volkstellingen

## Geboren in Sant Joan les Fonts
- Carlos Torrent (29 augustus 1974), wielrenner